# クイーン・エリザベス (戦艦)
クイーン・エリザベス (英: HMS Queen Elizabeth, 00) は、イギリス海軍の戦艦。クイーン・エリザベス級戦艦の1番艦。

艦名はエリザベス1世に因む。第一次世界大戦と第二次世界大戦の両大戦に参加した。

## 艦歴

### 竣工から第一次世界大戦にかけて

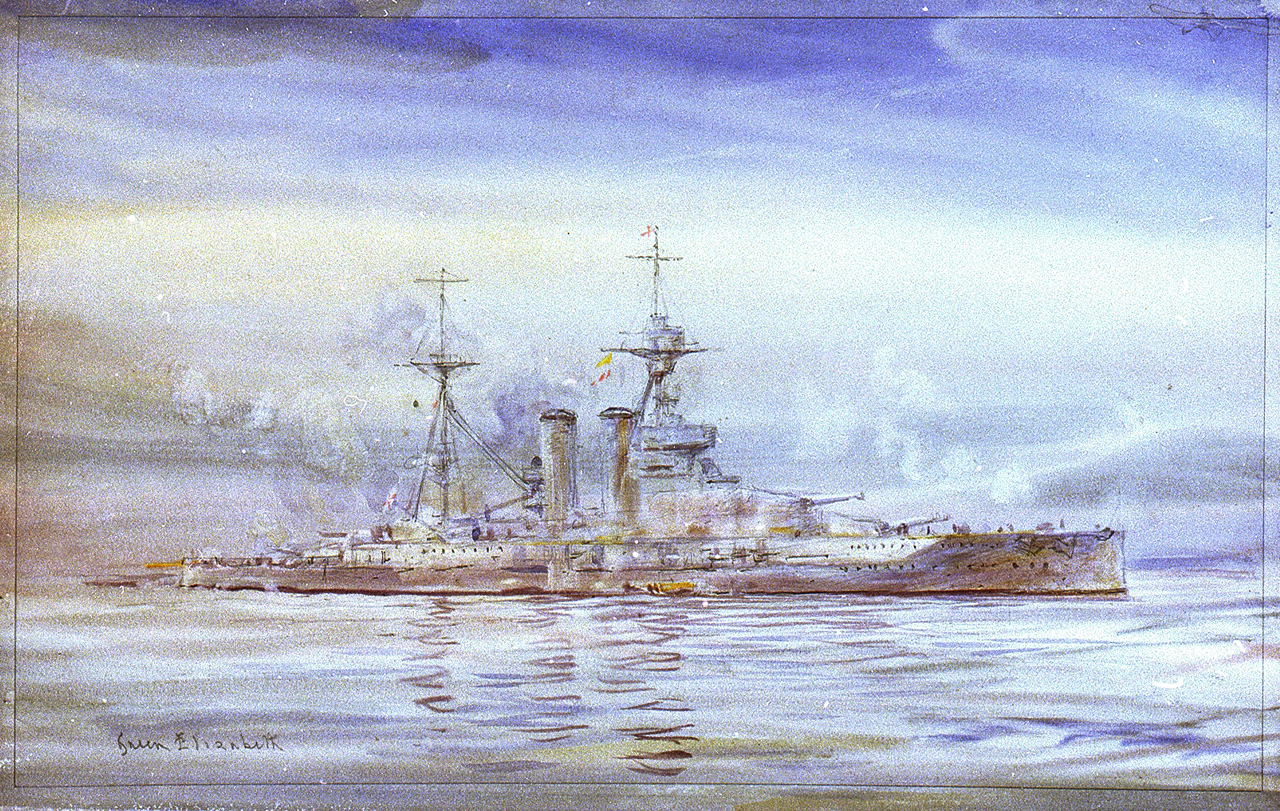
竣工当時の艦影を描いたスケッチ

「クイーン・エリザベス」は1912年10月21日に起工し、1913年10月16日にポーツマスで進水した。その後、第一次世界大戦中の1915年1月に就役した。
前年10月末、衰退して弱体化したオスマン帝国が中央同盟陣営として参戦し、中東戦線が形成された。イギリス海軍大臣ウィンストン・チャーチルは、東部戦線で攻めあぐねるロシア帝国を支援するためにも、ダーダネルス海峡を強行突破してコンスタンティノープルを陥落させることを主張した。そのためにイギリス海軍とフランス海軍を中核とする連合国艦隊がダーダネルス海峡に派遣され、ガリポリ半島にも上陸作戦が行われる。地中海で試験中の「クイーン・エリザベス」も、ダーダネルス海峡に派遣された。ダーダネルス海峡に派遣された連合国艦隊は旧式の前弩級戦艦が主力であり、フィッシャー第一海軍卿はチャーチルの熱意にほだされて最新鋭の「クイーン・エリザベス」（作戦参加主力艦の中で唯一の超弩級戦艦）、巡洋戦艦「インフレキシブル (HMS Inflexible) 」を追加する。ダーダネルス海峡海戦で「クイーン・エリザベス」は艦隊旗艦を務め、他の前弩級戦艦は「女王を守る騎士団」のようであったという。
1915年3月18日の戦闘ではイギリス軍戦艦の第一線を率いた。この日は戦艦3隻（ブーヴェ、オーシャン、イレジスティブル）が沈没し、「インフレキシブル」と戦艦2隻（シュフラン、ゴロワ）が大破する大惨劇となった。4月25日のガリポリ上陸作戦では地中海派遣軍指揮官イアン・ハミルトン陸軍大将の旗艦であった。5月12日に戦艦「ゴライアス (HMS Goliath) 」がトルコ軍の水雷艇により撃沈されると、「クイーン・エリザベス」は本国方面へと後退した。「クイーン・エリザベス」はガリポリ戦役に派遣されている間に86発の15インチ砲弾を放ったものの、主砲弾数の制限のために有効打とはならなかった。イギリスにとって、ガリポリの戦いはアメリカ独立戦争以来の大敗北に終わる。作戦失敗の責任を取ってフィッシャーは第一海軍卿を辞し、チャーチルは失脚した。
その後「クイーン・エリザベス」はヒュー・エヴァン＝トーマス提督の率いる第5戦艦戦隊に加わるが、ユトランド沖海戦時にはドック入りしていたため戦闘に参加することはなかった。
1918年11月、ドイツ大洋艦隊がスカパ・フローで抑留されることになったとき、「クイーン・エリザベス」はグランドフリート司令長官デイヴィッド・ビーティー卿の旗艦であった。11月15日、大洋艦隊司令長官フランツ・フォン・ヒッパー提督の代理としてフーゴー・モイラ―少将が乗艦する。ビーティは長官専用食堂でドイツ側の使者を迎え入れ、そこにはネルソン提督の全身肖像画と、ユトランド沖海戦時にビーティーが将旗を掲げていた巡洋戦艦「ライオン (HMS Lion) 」より贈呈された真鍮製ライオン像も飾られていた。
翌11月16日に降伏文書が結ばれた時も、11月21日にドイツ艦隊がスカパー・フローに到着して抑留されたときも、「クイーン・エリザベス」はビーティー提督およびグランドフリート旗艦であった。同日11時34分、「クイーン・エリザベス」は連合国軍およびドイツ全艦艇にむけて「本木曜日午後3時57分（日没時）をもって、ドイツ国旗を引き下ろすべし。なお今後許可なくこれを再掲揚してはならない」と信号する。この命令は休戦協定に違反していたが、ビーティー提督の個人的欲望により実施された。

### 戦間期

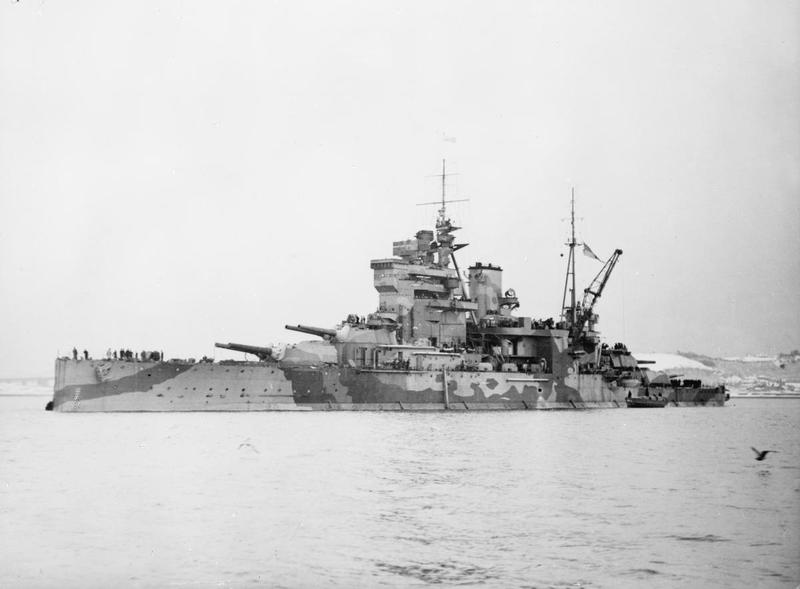
近代改装後の「クイーン・エリザベス」。キング・ジョージ5世級戦艦と相似した箱型艦橋へと変貌を遂げた。

戦間期の1919年から1924年まで、「クイーン・エリザベス」は大西洋艦隊の旗艦であった。この間にB及びX砲塔に飛行機用射出台を設置している。1921年5月7日、日本の皇太子裕仁親王（当時20歳。のちの昭和天皇）の欧州訪問にともない、戦艦2隻（香取、鹿島）がイングランド南部のスピットヘッドに到着する。
エドワード王太子（のちのエドワード8世）の御召艦「ローヤル・オーク (HMS Royal Oak) 」などと共に、イギリス製の日本海軍戦艦2隻を出迎えた。滞在中、裕仁親王は「クイーン・エリザベス」を訪問し、在艦中はマストに皇太子旗が掲げられた。翌5月8日、裕仁親王以下日本艦隊関係者、英国大西洋艦隊司令長官チャールズ・マッデン提督以下イギリス側関係者の午餐会が「クイーン・エリザベス」艦上で行われた。食事後、裕仁親王はイギリス側高官の案内で艦内を隈なく見学した。
1922年には後に第一海軍卿となるジョン・カニンガムが艦隊航海士として乗艦した。
1924年からは地中海艦隊の旗艦となる。
1937年から1941年にかけて大規模な近代化改装が行われた。上部構造は箱型艦橋へと一新されたほか、6インチ砲が撤去、代わりに20門の4.5インチ砲といくつかの小口径対空砲が装備された。さらに艦中央部にカタパルトが付加されている。一連の改装は姉妹艦の中でも最も遅い時期のものであったが、この工事によって「クイーン・エリザベス」は陳腐化を免れた。また、改装後には海軍省欺瞞様式 (Admiralty disruptive pattern) を用いた迷彩塗装が施されている。
のち、スペイン内戦期間中には海上封鎖に参加している。
1936年12月にエドワード8世が退位し、ジョージ6世が新たなイギリス国王となった。戴冠式を記念して1937年5月20日に観艦式が開催される。日本は重巡「足柄」および昭和天皇名代として秩父宮夫妻を派遣した。この日、イギリスは日本に特別の配慮を示し、秩父宮夫妻は地中海艦隊司令長官ダドリー・パウンド大将と共に旗艦「クイーン・エリザベス」に乗艦して観艦式に参列した。

### 第二次世界大戦
第二次世界大戦における地中海攻防戦において、クイーン・エリザベスは姉妹艦と共に地中海艦隊の一部として活動し、イタリア王国の海軍やドイツ国防海軍と交戦した。

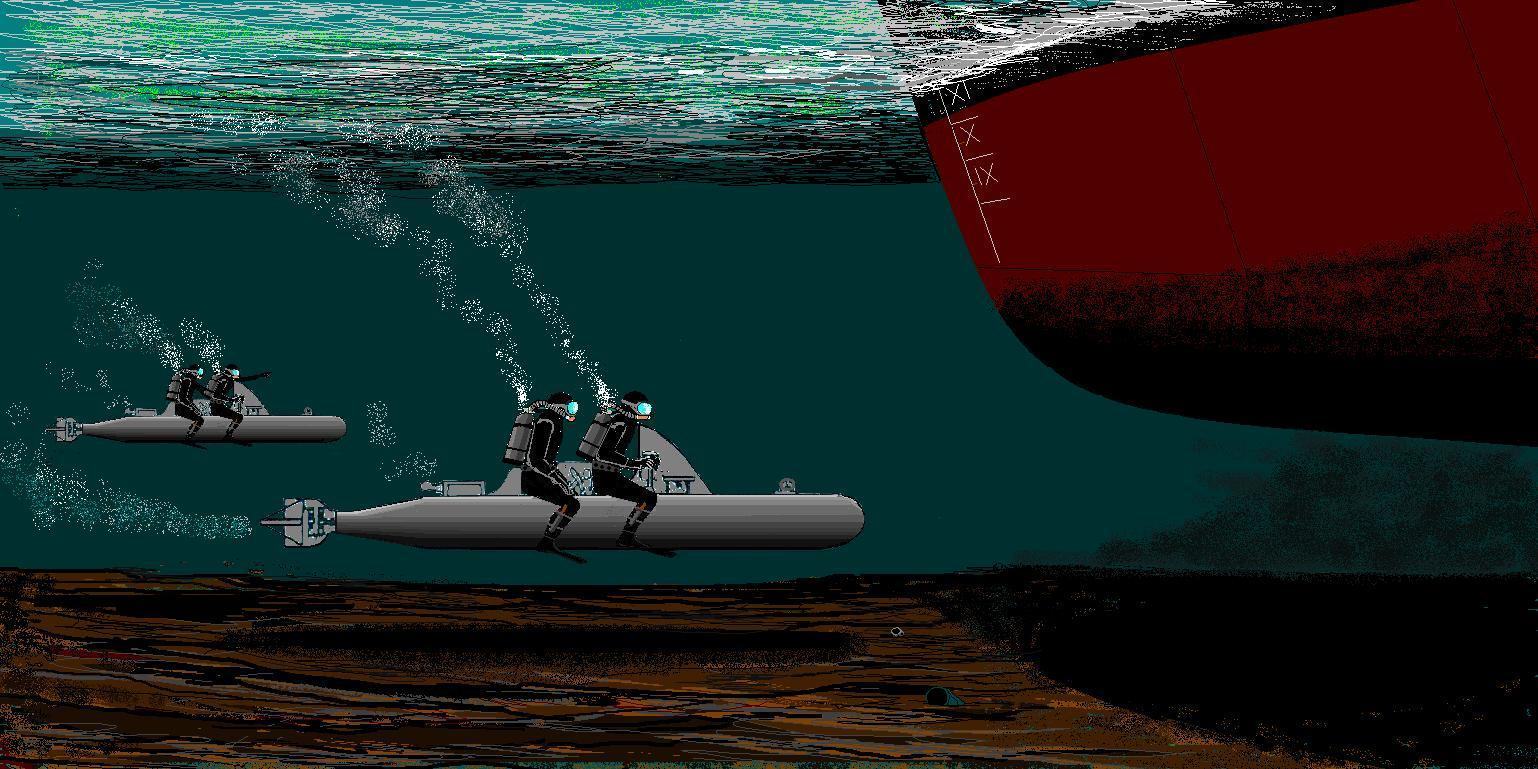
人間魚雷マイアーレによる攻撃のイメージ図。

1941年（昭和16年）5月下旬のクレタ島攻防戦で地中海艦隊旗艦「ウォースパイト (HMS Warspite) 」がドイツ空軍のJu 87爆撃機に撃破されてアメリカ合衆国での修理を余儀なくされ、「クイーン・エリザベス」が地中海艦隊の主力艦となった。
「クイーン・エリザベス」はカニンガム地中海艦隊司令長官の命を受けて、ジブラルタルからアレクサンドリア方面へと派遣された。その後、アレクサンドリアに入港・碇泊していたが、ここで奇襲攻撃を受けることとなる。すなわち1941年12月18日、姉妹艦「ヴァリアント (HMS Valiant) 」等と共にイタリア王立海軍の潜水艦「シレ」(Scirè) から発進した人間魚雷マイアーレによる奇襲攻撃を受けた。この結果、「クイーン・エリザベス」は船体中央部から爆発を起こして大破着底の憂き目にあった。この襲撃によって乗員9名が死亡した。また、「クイーン・エリザベス」は僚艦よりも損傷がひどく、缶室付近に巨大な破口を生じた。そのため、応急修理後はアメリカ海軍のノーフォーク海軍工廠にて修理が行われた。この奇襲以降、1年半にわたって戦闘行動を行うことが出来なかった。

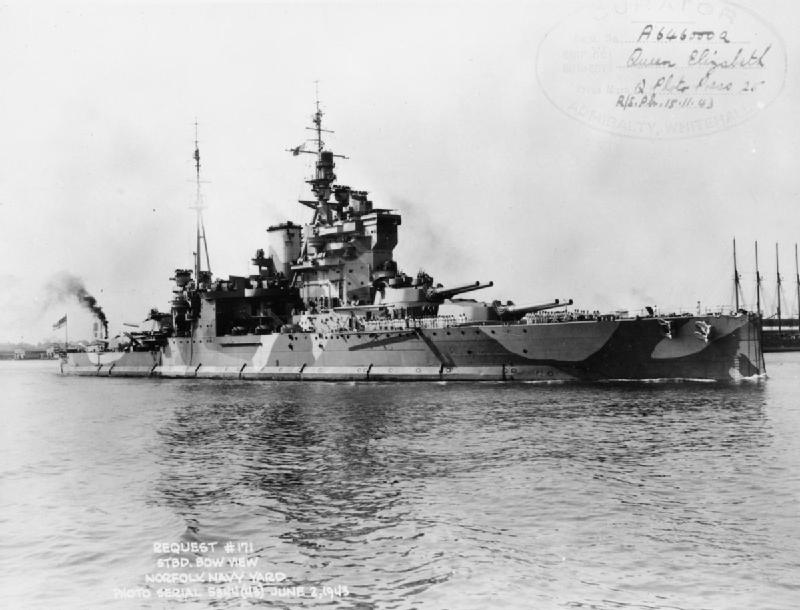
1943年、ノーフォーク海軍工廠にて修理を受けている頃の「クイーン・エリザベス」

修理後は艦の迷彩も大きく変化した。塗装には合衆国海軍の用材を用いて、緑を基調とするパターンが描かれたという。その後は一時的に本国に戻ったのち、東洋艦隊に編入されてインド洋や太平洋に派遣されることとなる。この派遣の際、再び塗装が塗りなおされてライトグレー・菫色・黒を基調とする海軍省欺瞞様式へと変化している。
以降、本国帰還までダーバンを修理拠点に置き活動した。1943年にアラカン作戦に参加、英国陸軍を支援すべく艦砲射撃を行った。1944年4月にはコックピット作戦にともない、スマトラ島の日本軍基地（在：サバン）への攻撃に参加した。ビルマ反攻作戦でも、連合軍陸軍の支援をおこなう。同年11月にイギリス太平洋艦隊が編制されてキング・ジョージ5世級戦艦やイラストリアス級航空母艦が編入され、「クイーン・エリザベス」などは東インド諸島艦隊 (East Indies Fleet) に所属した。1945年1月下旬、ラムリー島の戦いにともない艦砲射撃をおこなう。「クイーン・エリザベス」は同年7月に帰国した。
1948年3月にスクラップとして売却された。

## ギャラリー

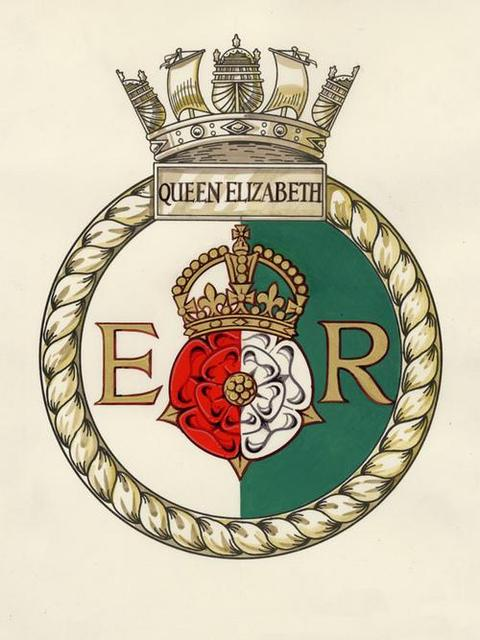
紋章 (ships crest)
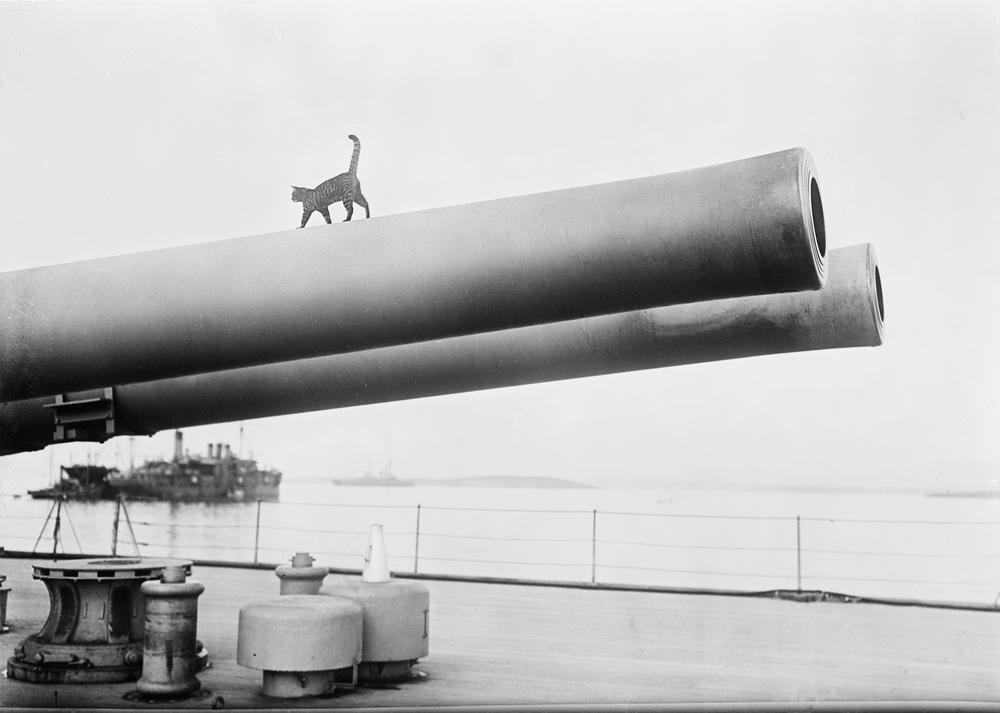
砲身の上を闊歩する猫。1915年1月1日撮影
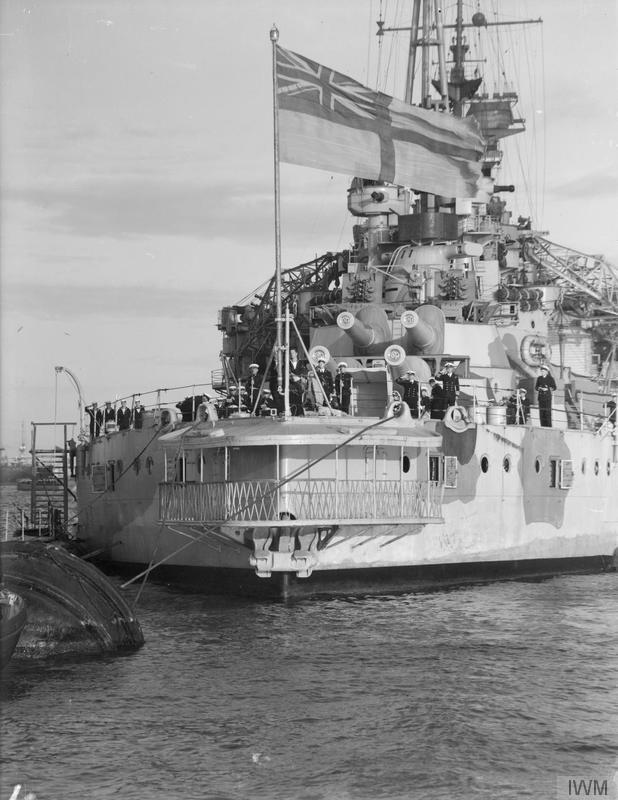
1915年にQ.E.級で唯一スターンウォークを備えたが、翌年に撤去された[43][8]。
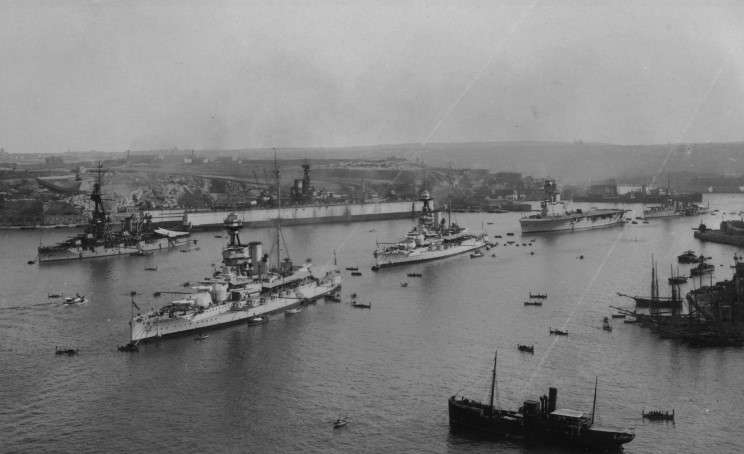
僚艦「ロイヤル・オーク」や仏戦艦「ブルターニュ」とともにマルタ島、グランド・ハーバーに入港する「クイーン・エリザベス」。
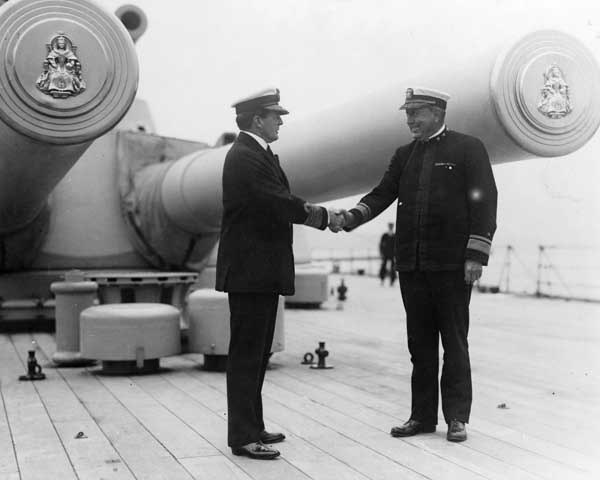
「クイーン・エリザベス」艦上のビーティ提督。
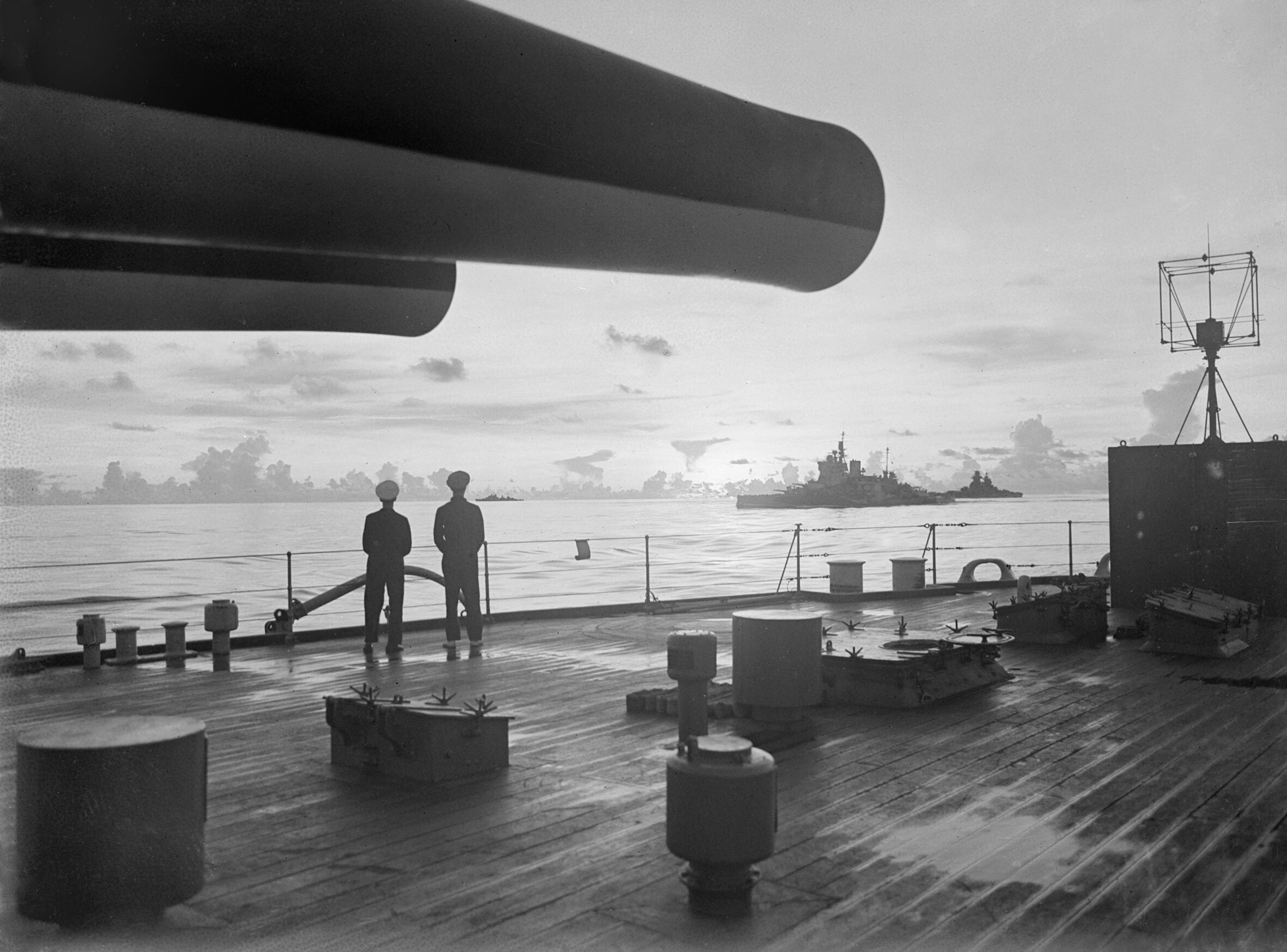
主砲塔付近より、僚艦「ヴァリアント」及び仏戦艦「リシュリュー」を望む。
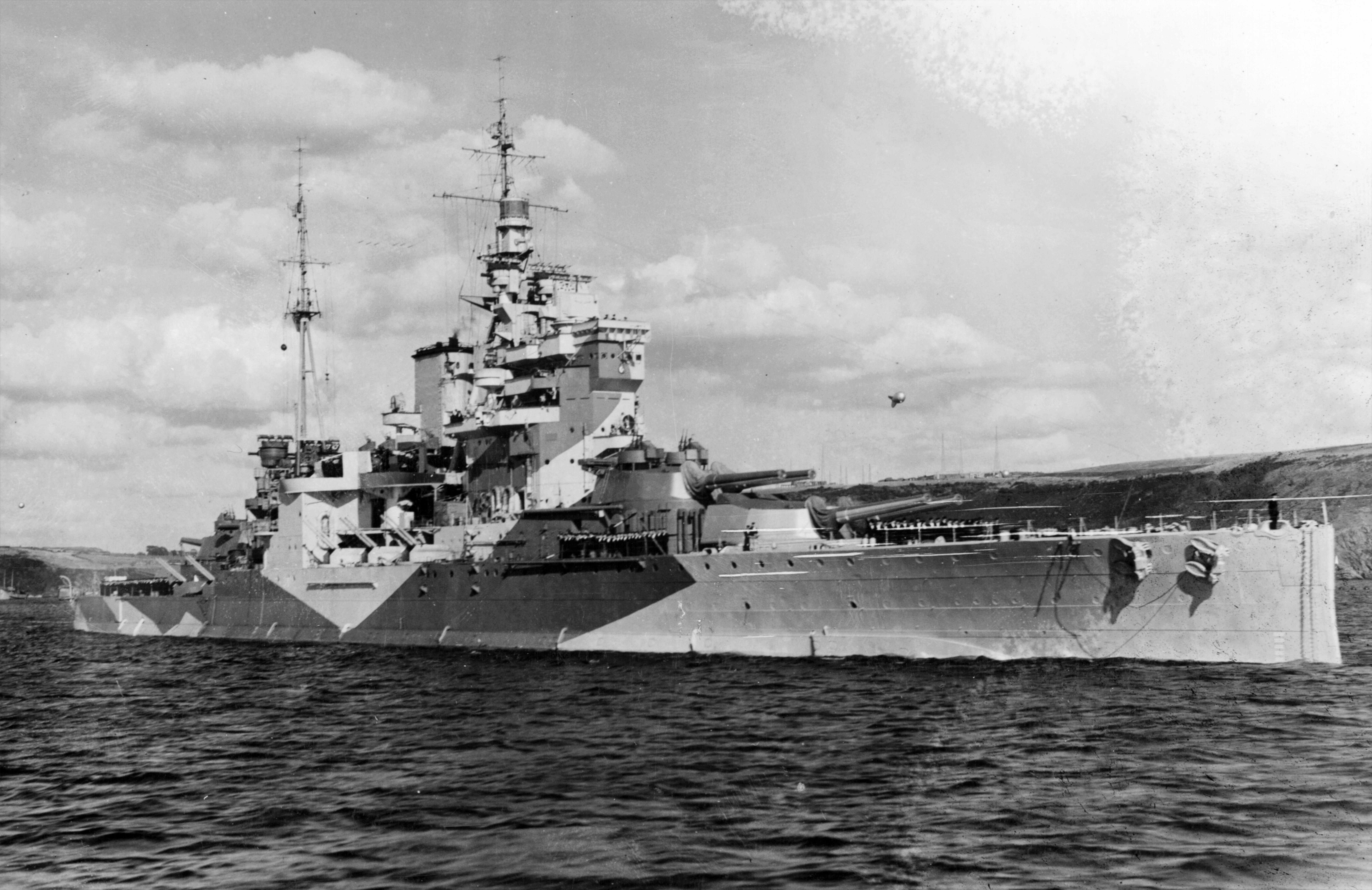
1943年8月撮影
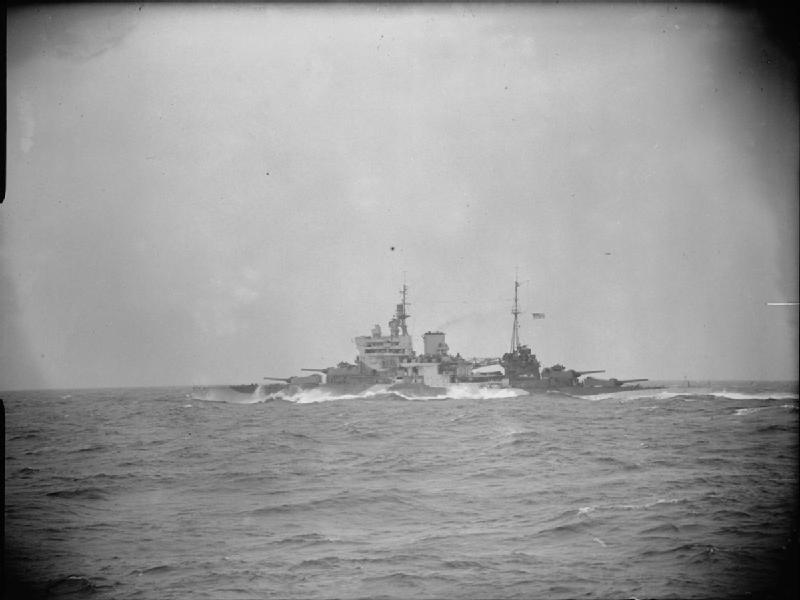
熱帯海域向けの迷彩を施された「クイーン・エリザベス」。